# USS Abraham Lincoln (CVN-72)
Pour les articles homonymes, voir USS Abraham Lincoln.
L'USS Abraham Lincoln (CVN-72) est un porte-avions polyvalent américain à propulsion nucléaire, faisant partie de la classe Nimitz. Il est le deuxième porte-avions de la sous-classe Theodore Roosevelt, et fait partie de la flotte des onze porte-avions géants de l'US Navy.
Il est le second navire à avoir été nommé d'après le nom de l'ancien président des États-Unis Abraham Lincoln. Sa devise officielle, « Shall not perish » (« Ne périra pas »), provient du discours d'inauguration du cimetière de Gettysburg d'Abraham Lincoln. La devise non officielle, quant à elle, date de décembre 2002 et provient du capitaine du navire, qui devait ce jour-là annoncer à son équipage que la durée du déploiement serait arbitrairement prolongée de trois mois. Devant le mécontentement général, il aura comme seule réponse l'ironique formule « Get over it! » (« vous vous en remettrez ! »). Cette formule fut source de moquerie de la part des membres d'équipage, qui l'utilisèrent à l'époque pour se railler entre eux.
Le port d'attache du porte-avions est la base navale d'Everett, dans l'État de Washington.

## Construction

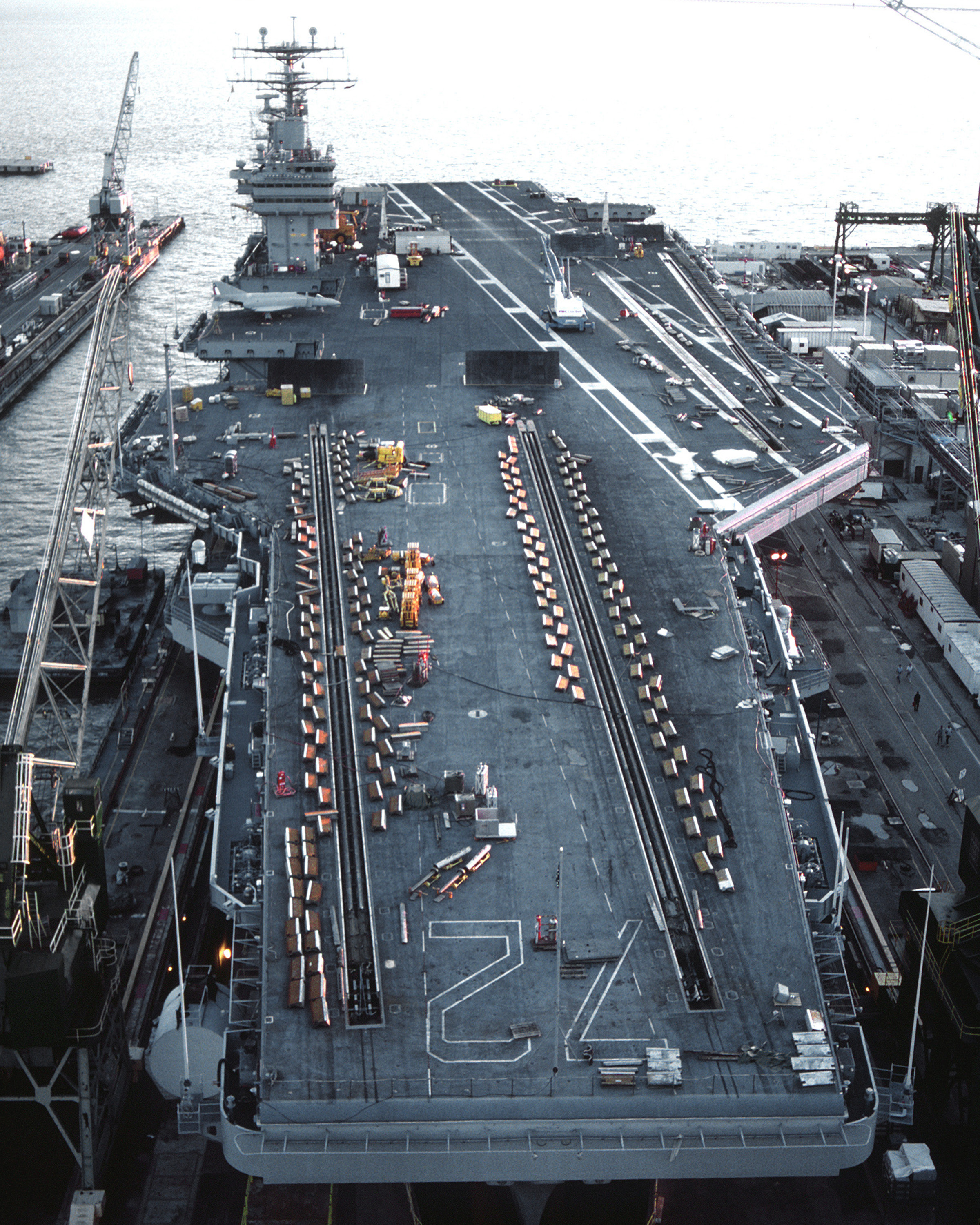
L'USS Abraham Lincoln, en cale sèche à en, dernier jour avant son départ (mai 1990).

Le contrat pour la construction de l'Abraham Lincoln a été attribué au chantier naval Newport News Shipbuilding le 27 décembre 1982. La quille a été posée le 3 novembre 1984 à Newport News, dans l'État de Virginie.
Il a été lancé le 13 février 1988 et mis en service le 11 novembre 1989.

## Historique

### 1990 à 1999
L’Abraham Lincoln a été transféré dans le Pacifique en septembre 1990. Son déploiement inaugural dans le Pacifique Ouest eut lieu le 28 mai 1991, dans le cadre des opérations Bouclier du désert et Tempête du désert. Alors qu'il faisait route vers l'océan Indien, le navire a été détourné pour soutenir les opérations d'évacuations après l'éruption du mont Pinatubo, sur l'île de Luçon, dans les Philippines. Dénommée « Operation Fiery Vigil (en) », cette mission humanitaire visait à évacuer plus de 45 000 personnels militaire de la base navale de Subic Bay vers le port de Cebu, dans l'archipel des Visayas. Ce fut la plus grande évacuation de personnel militaire et de leurs familles en temps de paix de toute l'histoire. L'Abraham Lincoln était à la tête d'une armada de 23 navires, et il sauva à lui seul 4 300 personnes.
Après Fiery Vigil, le Lincoln a navigué à travers le golfe Persique, envoyant des missions de reconnaissance et des patrouilles aériennes au-dessus de l'Irak et du Koweït afin d'assister les Alliés et les troupes américaines impliquées dans l'opération Tempête du désert.
Au début de 1992, le navire participa à l'opération Southern Watch d'interdiction de tout vol irakien dans le sud de l'Irak.
En octobre 1993, le navire fut envoyé au large des côtes de Somalie pour assister les opérations humanitaires. Durant quatre semaines, l'Abraham Lincoln mena des patrouilles aériennes au-dessus de Mogadiscio en soutien de l'opération Restore Hope.
L'Abraham Lincoln fut le premier porte-avions américain à intégrer des personnels navigants féminins dans son équipage aéronaval après la suppression des Combat Exclusion Laws en avril 1993. Le navire quitta la base navale de San Diego pour des exercices d'entraînement le 24 octobre 1994. Le lendemain, le lieutenant Kara Spears Hultgreen, premier pilote féminin de F-14 Tomcat se tua aux commandes de son avion lors d'une approche d'appontage, par suite de la combinaison d'une défaillance moteur et d'une erreur de pilotage.

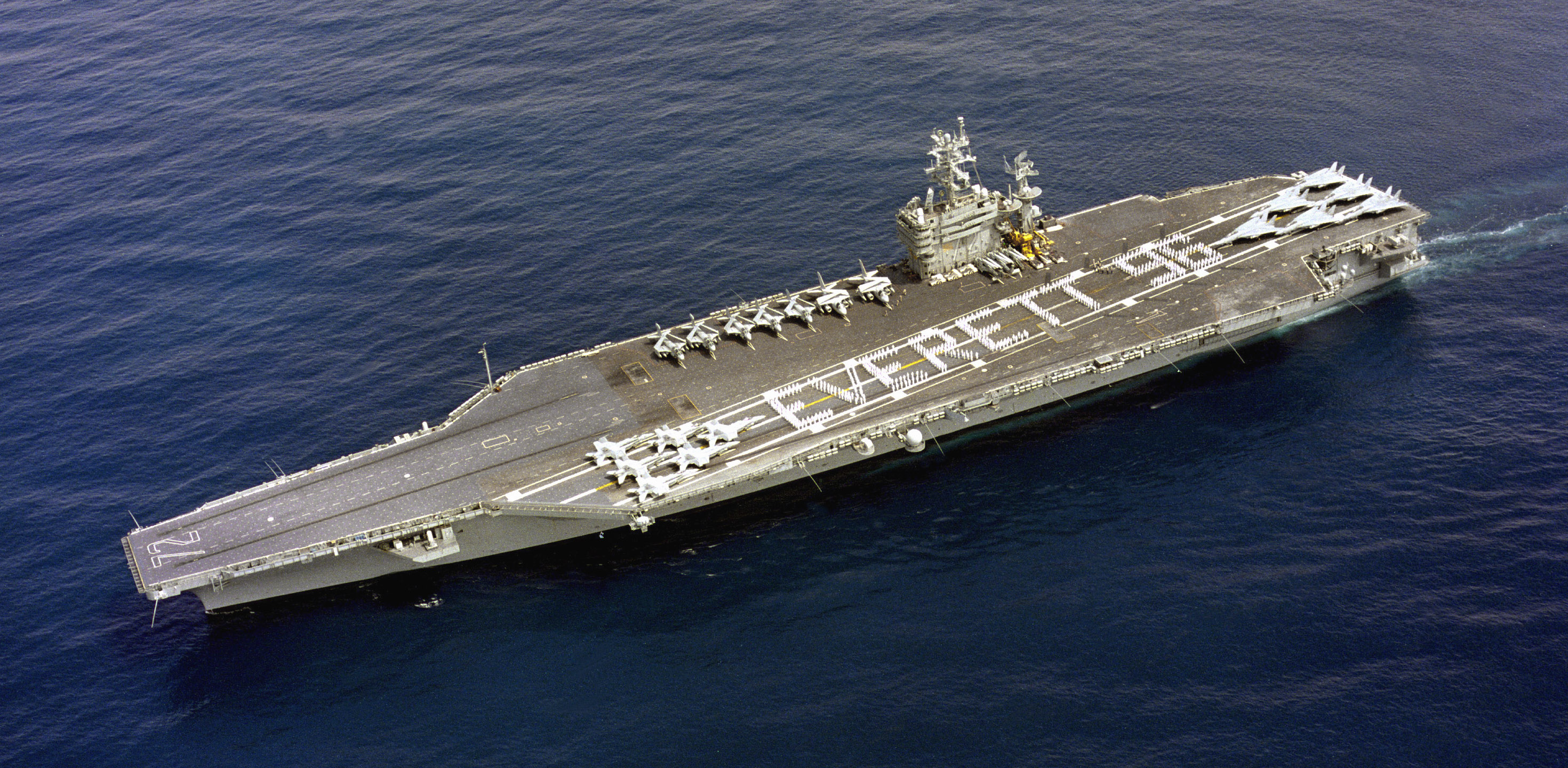
L'USS Abraham Lincoln, en direction de son nouveau port d'attache, la en (1996).

Le troisième déploiement de l'Abraham Lincoln débuta en avril 1995 lorsque le navire fut envoyé dans le golfe Persique en soutien des opérations Southern Watch et Vigilant Sentinel. Alors qu'il engageait une manœuvre de ravitaillement, le Lincoln, qui tentait de se positionner dans le but de maintenir ses activités aériennes, a causé un incident lorsqu'il a percuté l'USS Sacramento (AOE-1) par bâbord, écrasant la coupée et endommageant une partie du compartiment couchette des personnels féminins, provoquant une large brèche dans la superstructure du Sacramento, au niveau de la salle de navigation aérienne (TACtical Air Navigation, TACAN). Le Lincoln a été en mesure de poursuivre sa mission, tandis que le Sacramento a dû entrer en cale à Jebel Ali, aux Émirats arabes unis, pour plusieurs semaines de réparations. Sur le retour, le porte-aéronefs quitte son ancien port d'attache, la Naval Air Station Alameda, pour la Naval Station Everett.
L'Abraham Lincoln a commencé un quatrième déploiement en juin 1998. Une fois de plus, le navire a pris la tête d'une Task Force dans le golfe Persique en soutien de l'opération Southern Watch. Il a passé trois mois dans le Golfe durant l'un des étés les plus chauds de ces dernières années. Des températures allant jusqu'à 66 degrés Celsius (150° Fahrenheit) ont été relevées sur le pont d'envol.
En 1999, le navire a participé à de nombreux exercices internes à la Marine américaine, et a subi un entretien au chantier naval de Puget Sound à Bremerton, dans l'État de Washington.

### Depuis 2000
Le cinquième déploiement du porte-avions a débuté en août 2000 lorsque l'Abraham Lincoln a navigué à nouveau jusqu'au golfe Persique en soutien à l'opération Southern Watch. À l'occasion de cette mission, le navire, le personnel navigant et les navires du groupe de combat ont reçu la Meritorious Unit Commandation, une décoration américaine créée le 4 juin 1981 par le secrétaire d'État à la Défense Caspar Weinberger. De plus, le navire se vit attribuer le prestigieux Arleigh Burke Award en tant qu'unité de commandement la plus expérimentée de la flotte du Pacifique.
L'Abraham Lincoln était en cale sèche le 11 septembre 2001. Il fut remis à l'eau le 20 juillet 2002 afin de participer à l'opération Enduring Freedom. Il a été à nouveau intégré au dispositif de l'opération Southern Watch avant de faire escale à Perth, en Australie. C'est à cette occasion que le Lincoln a reçu l'ordre de faire route vers le golfe Persique afin de participer à l'opération liberté irakienne. Cette opération a contraint l'US Navy à prolonger la mission du porte-aéronefs du 20 janvier au 6 mai 2003. Cette prolongation de la mission a été annoncée à l'équipage par le commandant du groupe aéronaval de l'époque, le Rear Admiral Robert J. Kelly, avec la fameuse formule « vous vous en remettrez ! ».
L'Abraham Lincoln et le groupe aéronaval ont participé aux premières frappes aériennes de l'opération liberté irakienne. Durant son déploiement, quelque 16 500 sorties aériennes ont été réalisées et plus de 800 tonnes de bombes larguées. L'escadron 35 des Bluewolves a contribué à délivrer plus de 500 tonnes de carburant aux différents avions de combat, ce qui constitue l'une des plus grandes opérations de ravitaillement en vol de toute l'histoire aéronavale.

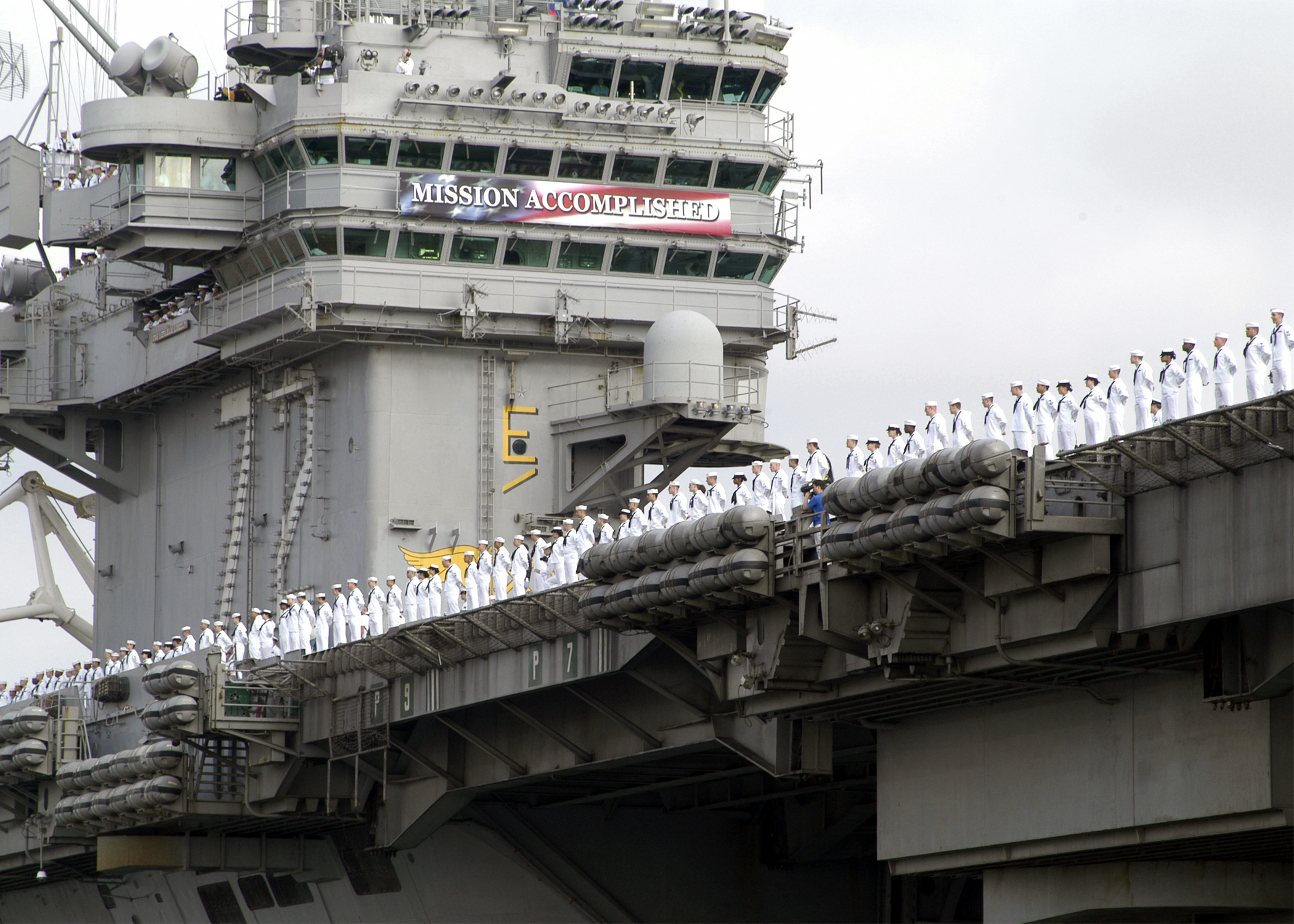
L'USS Abraham Lincoln de retour au port de San Diego avec sa banderole « en » (2 mai 2003).

Le porte-avions entame son retour vers son port d'attache, accueillant le 1er mai 2003 la visite du président George W. Bush, avant de terminer officiellement son déploiement le lendemain à San Diego. Le président prononça sur le pont un discours télévisé en direct où il annonçait la fin des « opérations majeures » de combat dans la guerre en Irak devant une immense bannière portant l'inscription « Mission accomplie » déployée en arrière-plan. Ce discours, de même que sa mise en scène, seront l'objet d'importantes controverses dans le pays. Le contre-amiral Conrad Chun, un des porte-parole de la Navy, expliquera que « la bannière était une idée de la Navy. [...] La bannière signifiait l'accomplissement total de la mission », notant que l'Abraham Lincoln avait été déployé 290 jours, soit plus qu'aucun autre porte-avions nucléaire au cours de l'histoire.
L'Abraham Lincoln a pris le départ de son nouveau voyage le 15 octobre 2004. Le porte-avions était en escale à Hong Kong lorsqu'un séisme de magnitude 9.0 frappa l'Asie du Sud-Est le 26 décembre 2004. Afin de participer à l'effort d'aide international et d'assister les équipes de recherches et de secours déjà en route, le Lincoln a fait route vers la côte la plus durement touchée, à l'est de Sumatra, pour fournir l'assistance humanitaire lors de l'opération Unified Assistance.
À la mi-janvier 2005, le navire a quitté l'Indonésie après que le gouvernement indonésien refusa aux pilotes de combat du Lincoln de mener des patrouilles aériennes et des missions d'entraînement dans leur espace aérien. Réglementairement, les pilotes basés sur porte-avions doivent voler au moins une fois toutes les deux ou trois semaines pour rester certifiés, à défaut de quoi ils sont renvoyés à terre. En dépit de son déplacement vers les eaux internationales, le Lincoln a continué à fournir une assistance à la région jusqu'au 4 février. Durant les 33 jours qu'a duré cette partie de la mission, le navire et son groupe aérien ont livré 285 tonnes de matériel. Les 17 rattachés au groupe ont effectué 1 747 missions le long de la côte ouest de Sumatra. Le départ du porte-avions a coïncidé avec l'arrivée du navire hôpital Mercy.

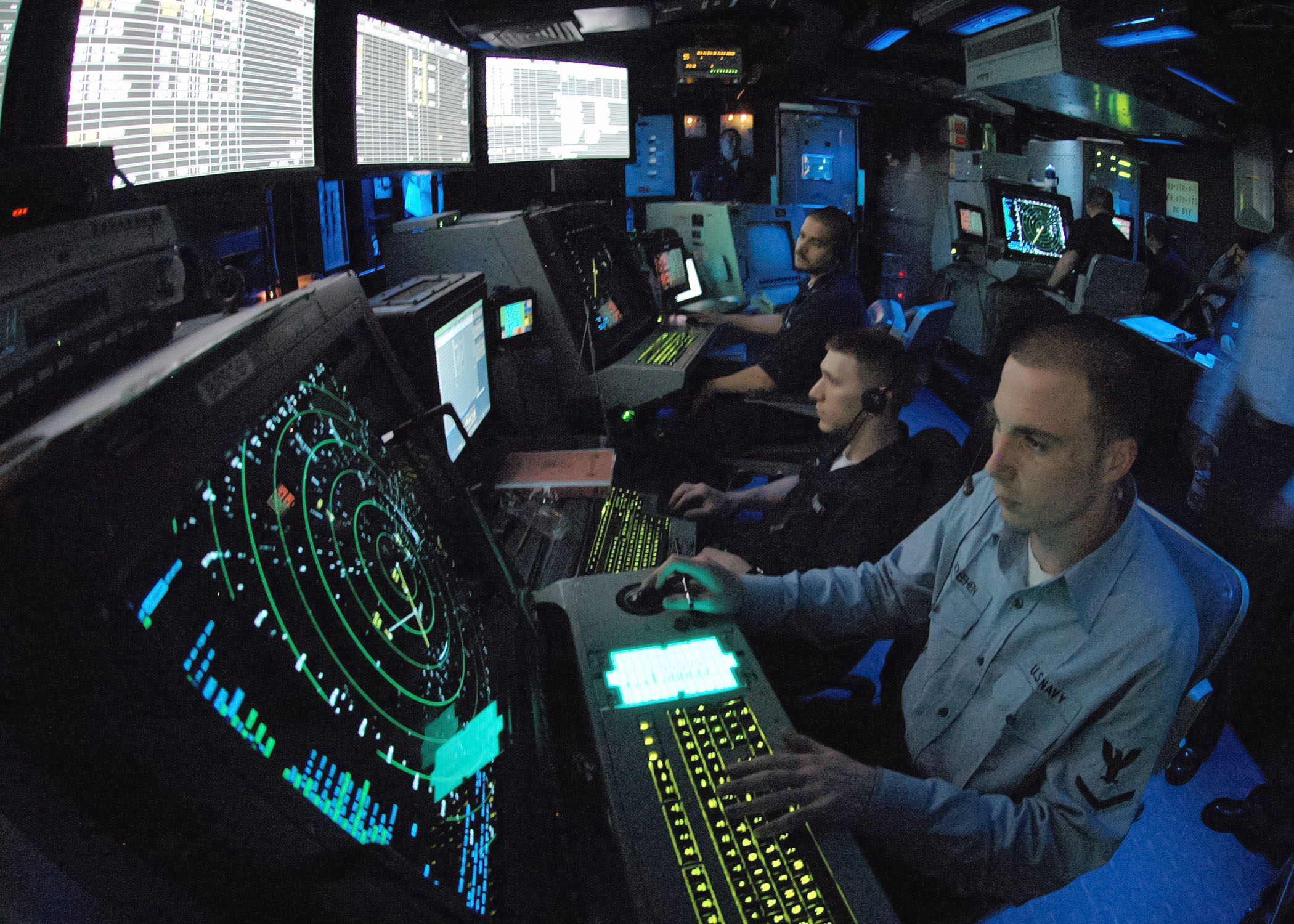
Centre de contrôle du trafic aérien du navire (2006).

Fin février 2006, le Lincoln a pris part à un déploiement programmé, le WestPac. Il est retourné à Everett, son port d'attache, le 8 août 2006, et il est retourné au chantier naval de Puget Sound le 27 août pour un entretien courant de six mois (Planned Incremential Availability).
Le 18 décembre 2006, l'Abraham Lincoln a quitté la cale sèche du chantier naval en avance sur le planning et à moindre coût que ce qui était initialement prévu. Le chantier naval de Puget Sound et l'Intermediate Maintenance Facility (« service de maintenance intermédiaire ») ont réalisé les tranches de travaux en moins de la moitié du délai prévu. En 89 jours, dix-huit tranches étaient effectuées. Le Tank Value Stream Team a travaillé en partenariat avec l'équipage et l'équipe du projet Lincoln. Plutôt que d'attendre que les entreprises privées fassent le travail, le navire a été entièrement repeint par l'équipage de nuit et durant les week-ends.
Le 13 mars 2008, le navire est parti d'Everett pour embarquer pour une mission de sept mois dans le golfe Persique. Le 1er mai, il atteint le golfe Persique et relaye l'USS Harry S. Truman, et poursuit la mission Libération de l'Irak. Le 8 juillet, il met le cap vers la mer d'Arabie, en soutien de l'opération Enduring Freedom. Il fut remplacé le 2 septembre par l'USS Ronald Reagan, et fut de retour le 12 octobre à son port d'attache.
Début mai 2019, l'Abraham Lincoln, accompagné de bombardiers, est envoyé dans le golfe Persique en vue d'« envoyer un message clair et sans équivoque au régime iranien », jugé comme une « menace crédible » par le gouvernement américain,.

## Groupe aéronaval duLincoln
Le Lincoln fait partie du groupe aéronaval Carrier Strike Group 9 (CSG-9) et transporte les escadrons qui composent le Carrier Air Wing 2 (CVW-2). Il est le navire amiral du CSG-9 et le siège du commandant du Destroyer Squadron 9.

### Escadrons du CVW-2

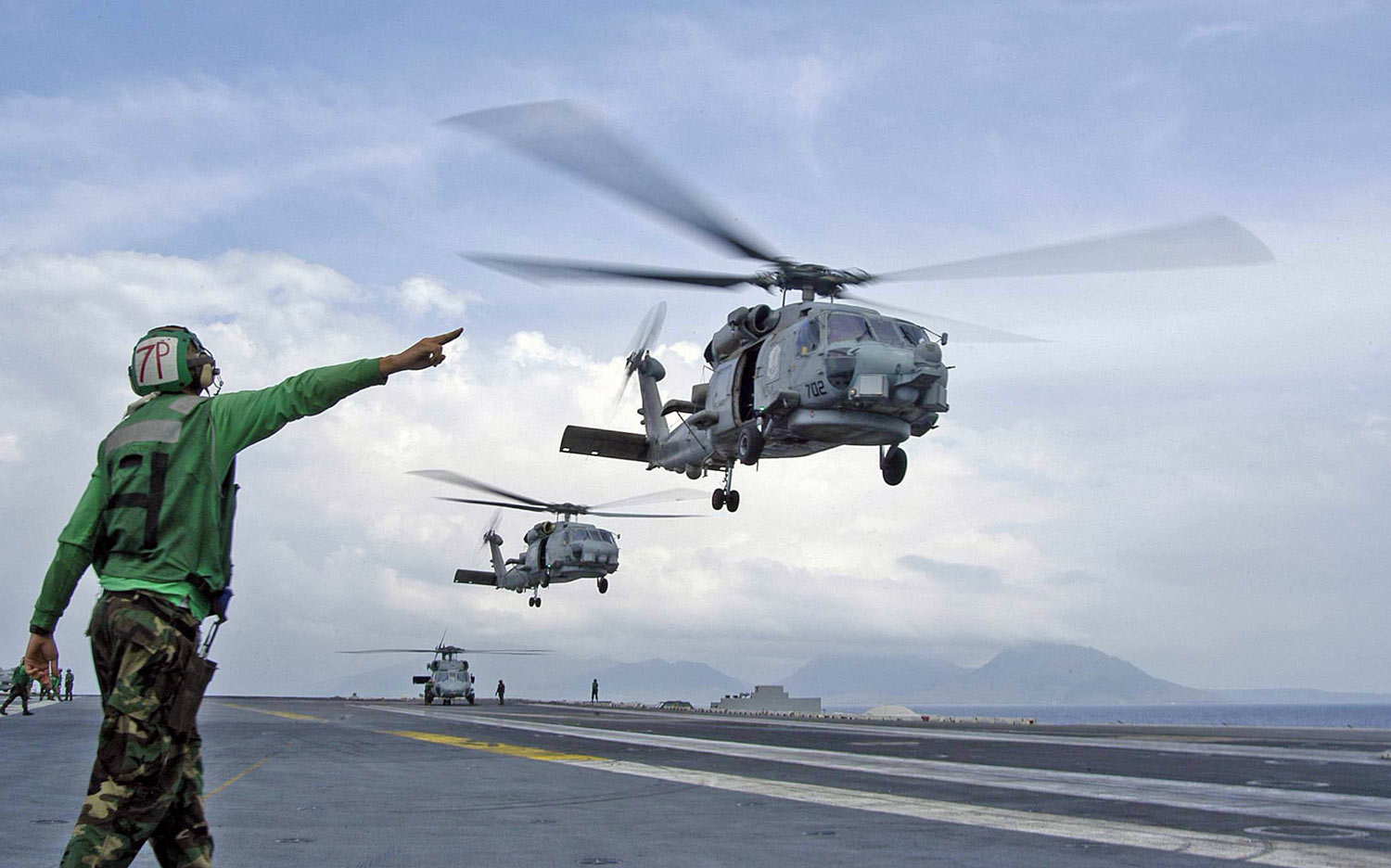
Hélicoptères Seahawk des escadrons Golden Falcons et Saberhawks (2004).

Le parc aérien du Lincoln est, dans les années 2000, constitué d'environ 83 aéronefs :
- Quatre escadrons d'attaque et d'assaut F/A-18 Hornet :
  - Strike Fighter Squadron 2 (VFA-2) Bounty Hunters (chasseurs SuperHornet)
  - Strike Fighter Squadron 34 (VFA-34) Blue Blasters
  - Strike Fighter Squadron 137 (VFA-137) Kestrels
  - Strike Fighter Squadron 151 (VFA-151) Vigilantes
- Un escadron de Grumman EA-6 Prowler Electronic Attack Squadron 131 (VAQ-131) Lancers (contre-mesure électronique)
- Un escadron de E-2 Hawkeye Carrier Airborne Early Warning Squadron 116 (VAW-116) Sun Kings (AWACS)
- Un escadron de Seahawk Helicopter Antisubmarine Squadron 2 (HS-2) Golden Falcons (hélicoptères ASM)
- Un escadron de Seahawk Helicopter Antisubmarine Squadron Light 47 (HSL-47) Saberhawks (hélicoptères ASM, Light Airborne MultiPurpose System MK III)
- Une flotte de soutien logistique Grumman C-2 Greyhound et UC-12 Super King Air Fleet Logistics Support Squadron 30 (VRC-30) Providers det.2

### Navires du DESRON-9
Le DESRON (Destroyer squadron) est composé des bâtiments suivants :

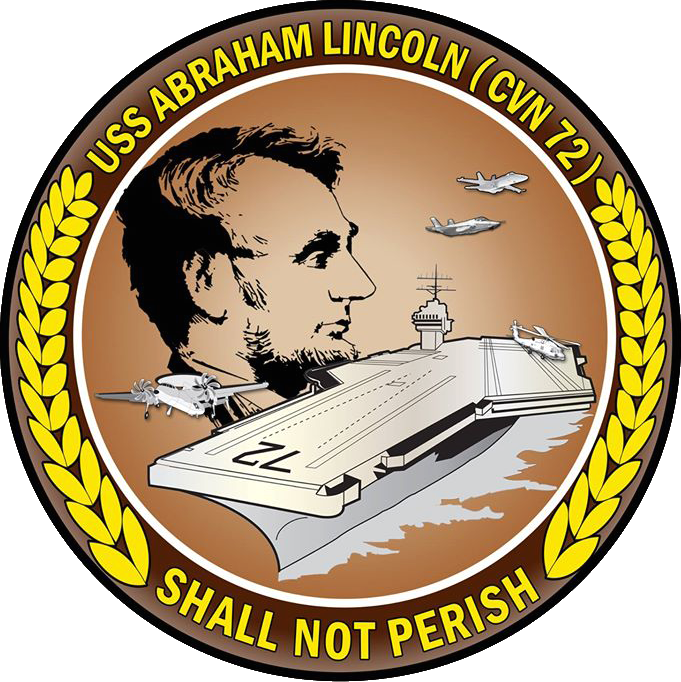
Insigne du navire.

- USS Fife (DD-991)
- USS Paul F. Foster (DD-964)
- USS Shoup (DDG-86)
- USS Momsen (DDG-92)

## Insigne
L'insigne du Lincoln montre le navire, vu de l'avant, entouré de deux épis de céréales et de la devise « Shall not perish » (« Ne périra pas »).

## Décorations
En 2011, le Lincoln a remporté le Battle Effectiveness Award (en) (dit « Battle E »), qui récompense chaque année des navires, sous-marins, avions, les plus performants de la Navy. Il remporta également la Meritorious Unit Commendation (1998, 2001, 2002) et la Navy Unit Commendation Ribbon (1998, deux fois en 2003).

## LeLincolndans la culture
- Le film Furtif met en scène un trio de pilotes de l'US Navy sur l'Abraham Lincoln.
- Le livre de Tom Clancy Dette d'honneur, met en scène l'Abraham Lincoln ainsi que l'USS Dwight D. Eisenhower faisant partie d'une task force évoluant dans l'océan Indien.
- Dans le double épisode Berlin de la première saison de la série Blacklist, des chasseurs F-14 Tomcat décollent de l'Abraham Lincoln pour abattre un avion transportant une personne de la Liste Noire.